# Marisol
(Nume spaniole: primul, numele de familie al tatălui: Flores, al doilea, numele de familie al mamei: González)  
Josefa Flores González (n. 4 februarie 1948, Málaga, Andaluzia, Spania) cel mai cunoscută ca Marisol sau Pepa Flores este o actriță și cântăreață spaniolă. 
Fiind un copil-minune, Marisol a avut succes în Spania în anii 1960, cu filme muzicale de gen pentru copii, dintre care Cabriola, a fost regizat de actorul american Mel Ferrer. Ca adult, a lucrat cu regizori precum Juan Antonio Bardem și Carlos Saura, dar din 1985 a optat pentru o viață mai discretă și în prezent stă departe de mass-media.

## Biografie
S-a născut pe 4 februarie 1948, într-o curte tipică din Málaga în care trăiau peste cincizeci de familii. Fiica mijlocie a lui Juan Flores Montoro și María Cayetana González Moriana, aparținea unei familii foarte modeste. De mică, s-a remarcat prin dragostea ei enormă pentru a cânta și dansa flamenco. Frații ei sunt María-Victoria și Enrique. La o vârstă fragedă s-a alăturat organizației „Coros y Danzas” al Secției feminine din Partidul Falanga spaniolă.
Marisol a fost considerată unul dintre simbolurile copilăriei în anii 1960, alături de Joselito și tânăra Rocío Dúrcal, dansând pentru înalte autorități precum șeful statului de atunci, Francisco Franco. 
A câștigat un premiu pentru cea mai bună actriță cu Los días del pasado' la Festivalul de la Karlovy Vary.

## Activitatea politică
Ca Josefa „Pepa” Flores, Marisol a fost implicată în Partidul Comunist Spaniol, PCE. În această funcție a reprezentat poziții ale marxismului, a participat la demonstrații împotriva NATO și a fost implicată în susținerea regimului revoluționar cubanez al lui Fidel Castro.

## Filmografie selectivă

### De copil
- 1960 Un rayo de luz, regia Luis Lucia : Marisol D'Angelo
- 1961 Ha llegado un ángel, regia Luis Lucia : Marisol Gallardo
- 1962 Tómbola/Los enredos de Marisol, regia Luis Lucia : Marisol

### Etapa adolescentă
- 1963 Marisol rumbo a Río, regia Fernando Palacios : Marisol / Mariluz
- 1964 La nueva Cenicienta, regia George Sherman : Marisol Echerry
- 1964 La historia de Bienvenido, regia Augusto Fenollar : Marisol
- 1964 Búsqueme a esa chica/Los novios de Marisol, regia Fernando Palacios și George Sherman : Marisol
- 1965 Cabriola, regia Mel Ferrer : Chica
- 1967 Cele patru nunți ale lui Marisol (Las cuatro bodas de Marisol), regia Luis Lucia : Marisol Collado
- 1968 Solos los dos, regia Luis Lucia : Marisol

### Etapa adultă
- 1969 Carola de día, Carola de noche, regia Jaime de Armiñán : Carola Jungbunzlav
- 1969 El taxi de los conflictos, regia José Luis Sáenz de Heredia și Mariano Ozores : ea însăși / Patricia
- 1972 Coruperea lui Chris Miller (La corrupción de Chris Miller), regia Juan Antonio Bardem : Chris Miller
- 1973 La chica del Molino Rojo, regia Eugenio Martín : María Marcos
- 1975 Forța dorinței (El poder del deseo), regia Juan Antonio Bardem : Juna (Justina)/Catalina
- 1978 Los días del pasado, regia Mario Camus : Juana
- 1981 Nuntă însângerată (Bodas de sangre), regia Carlos Saura : Marisol
- 1983 Carmen, regia Carlos Saura (acreditată ca Pepa Flores)
- 1985 Caso cerrado, regia Juan Caño Arecha (acreditată ca Pepa Flores) : Isabel

## Premii
- 1960 – Premiul pentru cea mai bună actriță copil la Festivalul de Film de la Veneția pentru performanța sa în filmul Un rayo de luz;
- 1972 – Poziția a III-a la OTI Festival, premiu pentru interpretarea cântecului "Niña";
- 1978 – Premiul pentru cea mai bună actriță la Festivalul de Film de la Karlovy Vary pentru filmul Los días del pasado (Zilele trecutului), regia Mario Camus;
- 2020 - Honorary Goya Award[5]